# 肉形石
肉形石（にくがたいし、にくがたせき）とは、清朝に作られたとされる長さ7.9センチメートル、高さ6.6センチメートルの彫刻である。東坡肉を模したとされる。台北市にある国立故宮博物院の所蔵。

## 概説
素材は、粘土鉱物などを含んだ不透明な六面体の碧玉で、含有物が層状に積み重なったことで生じる縞模様がある。皮となる面には、豚肉の毛穴を表現するため、びっしり小さな穴があけられている。この皮となる面は、醤油が染み込んでいる様子を表現するために赤褐色の染料で染められている。他の面も暗褐色の染料で染められている。波を模した装飾をもつ台座に載せられているが、この台座について由来等は不明とされている。本彫刻は、長らく故宮博物院の外へ出ることはなかったが、2014年10月に九州国立博物館で開催された「台北国立博物院展」にて展示されたのを皮切りに、2016年6月にはサンフランシスコのアジア美術館で、2019年2月にはニュー・サウス・ウェールズ州立美術館で展示された。

## エピソード
この肉形石は、もとは紫禁城の「養心殿」に陳列されていた。「養心殿」は、雍正帝以降の皇帝の執務室であるとともに寝室である。1924年に宣統帝が紫禁城を追われた後、翌1925年に故宮に遺された文物を点検する清室善後委員会のメンバーが、この肉形石を見て、あまりに豚肉にそっくりなため、「豚肉の化石」と目録に記したというほどのエピソードが残る。